# 毛苦豆子
毛苦豆子（学名：Sophora alopecuroides var. tomentosa）为豆科槐属下的一个变种。

## 扩展阅读
- 維基物種上的相關：毛苦豆子